# In planta
in planta（イン・プランタ）とは、「植物内で」を意味する用語であり、学術論文などにもしばしば登場する。由来はラテン語。
植物内で起こるプロセスを意味する。品種改良の手法としてin vitro培養の操作を含まない形質転換法で植物が成長する状態のまま成長点部位の細胞を形質転換させることで分化する茎より種子を獲得して遺伝的に安定した形質転換植物体を獲得する手法として使用される。
植物細胞をin vitro培養することには長期間かかることや植物細胞の培養中に体細胞変異がしばしば起こることや植物によっては植物個体の再生が非常に困難であったり、不可能であることもあり、それらの複数の課題を解決するためにin planta法の改良が望まれる。